# Љиљана Станојевић
Љиљана Станојевић (Београд, 24. јун 1959) некадашња је југословенска и српска кошаркашица.

## Биографија
У каријери је играла за београдски Партизан. Наступала је за млађе категорије женске кошаркашке репрезентације. Са сениорском репрезентацијом Југославије освојила је сребрну медаљу на Европском првенству у Пољској 1978. године. После играчке каријере, радила је као кошаркашки тренер.
Добитница је разних награда и националног признања од стране Владе Републике Србије за посебан допринос и афирмацију спорта.

## Успеси

### Репрезентативни
- Сребрне медаље

Европско првенство 1978. Пољска